# WSK-Mielec M-15 Belphegor

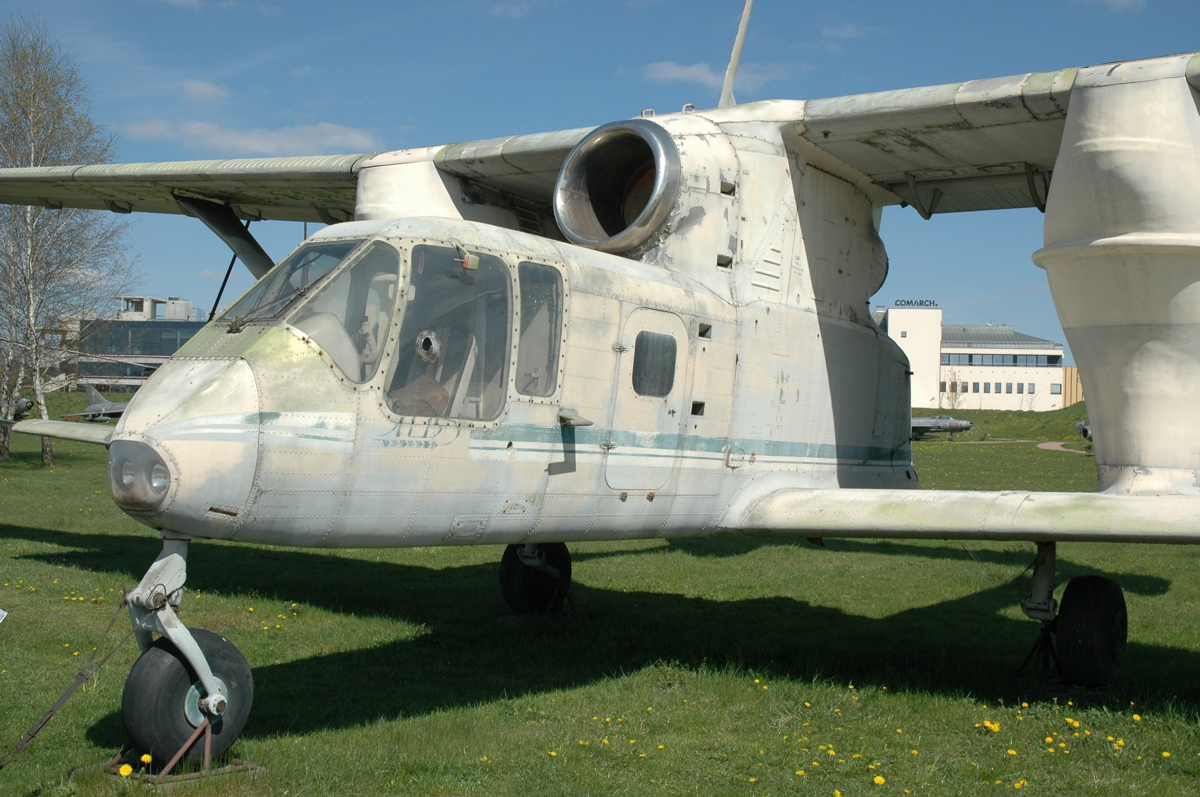

Мелец М-15 — реактивный сельскохозяйственный самолёт, разработанный и производившийся в Польше в 1970-е годы по заказу СССР. Он остаётся единственным реактивным сельскохозяйственным самолётом и единственным реактивным бипланом (не считая серьёзно модифицированного Ан-2, который служил передпрототипом М-15 под названием Lala-1, от пол. Latające Laboratorium).

От польского лётчика-испытателя Анджея Абламовича на парижском авиасалоне в Ле Бурже в 1976 году за свой очень странный вид и вой реактивного двигателя получил неофициальное прозвище «Бельфего́р» по имени демона Бельфегора.

## Разработка
1 марта 1971 года между советским и польским правительствами было заключено соглашение о разработке и производстве разных изделий, в том числе сельскохозяйственного самолёта, лёгких вертолётов и гидропланов.
2 декабря 1971 года было подписано соглашение о разработке и производстве 3000 самолётов. Разработка началась тогда же.

### Концепция
Разработчики самолёта пошли особым путём, чтобы добиться эффективного распыления химикатов.
Химикаты, стекая сами по себе по трубкам из баков, рассеиваются плохо. В самолётах, опыляющих поля, используются специальные распылители, берущие мощность от двигателя самолёта либо через механические приводы, либо от бортового электрогенератора. И механическая трансмиссия, и электродвигатель увеличивают вес и имеют механические потери мощности.
Конструкторы М‑15 решили использовать для распыления отбираемый из двигателя сжатый воздух, таким образом избавившись от лишнего веса. Однако сельскохозяйственные самолёты работают на низких скоростях (рабочая скорость М‑15 — 180 км/ч), на которых турбореактивный двигатель малоэффективен, и сам двигатель АИ-25 отличается повышенным потреблением топлива. Кроме этого, реактивный двигатель имеет значительно большую приёмистость (времени между перемещением РУД и реакцией на это двигателя) по сравнению с поршневым двигателем, устанавливаемом на главном конкуренте М-15 — самолёте Ан-2СХ. Этот факт может повлечь за собой фатальные последствия при облёте на малой высоте и малой скорости внезапных препятствий (линии высоковольтных проводов, промышленных объектов).
Самолёт сделан бипланом, чтобы уменьшить рабочую, взлётную скорости, скорость сваливания. Баки вынесены на крылья, чтобы снизить скручивающий момент у корней крыльев. При этом хвост пришлось сделать большим, чтобы компенсировать момент инерции, и поднять высоко, чтобы вынести из завихрённого потока воздуха, остающегося за фюзеляжем и баками.

## Эксплуатация
155 из 172 построенных самолётов были поставлены в СССР и использовались в 1976—1983 годах, после чего выведены из эксплуатации и утилизированы. В России сохранилось два экземпляра самолёта. Они находятся в Головном отраслевом музее истории гражданской авиации в Ульяновске и в Центральном музее Военно-воздушных сил РФ в посёлке Монино.

## Катастрофы и аварии
9 сентября 1977 года произошла авиакатастрофа самолёта M-15, бортовой номер СССР-15219, в совхозе имени Голобородько, Карловском районе, Полтавской области, Украинской ССР. Во время взлёта для проведения авиахимических работ пилот не выпустил закрылки, в результате чего самолёт не смог нормально взлететь и столкнулся с лесополосой. Получивший тяжёлые травмы пилот Кобушко Виктор Александрович скончался в больнице через 1 час 20 минут после лётного происшествия.

## Лётно-технические характеристики
Размах крыла: 22,33 метра
Длина самолёта: 12,72 метра
Высота самолёта: 5,34 метра
Площадь крыла: 67,50 м2
Масса пустого: 3090 кг
Максимальная взлётная масса: 5650 кг
Запас топлива: 1460 литров
Силовая установка: 1 × турбореактивный двигатель АИ-25 выдающий 1500 кгс взлётной тяги
Максимальная скорость: 200 км/ч
Крейсерская скорость: 175 км/ч
Практическая дальность: 400 км
Максимальная скороподъёмность: 270 м/мин
Практический потолок: 4500 метров
Экипаж: 1 человек
Полезная нагрузка: 2900 литров химикатов